# Lista de primeiros-ministros de Luxemburgo
O Primeiro-ministro de Luxemburgo (em luxemburguês: Premierminister vu Lëtzebuerg; francês: Premier ministre luxembourgeois; alemão: Premierminister von Luxemburg) é o chefe de governo do Grão-Ducado do Luxemburgo e possui a incumbência de compor e liderar o governo executivo do país, incluindo a nomeação de ministros e a formação do gabinete de governo.
O título de "Primeiro-ministro" têm sido utilizado oficialmente desde 1989, porém, o ocupante do cargo já vinha sendo referido como tal há décadas. Anteriormente, desde 1857, o cargo era intitulado "Presidente do Governo" com exceção do curto governo de Mathias Mongenast em 1915. Antes de 1857, o primeiro-ministro era intitulado "Presidente do Conselho". 
Esta é uma lista de primeiros-ministros desde a fundação do cargo em 1848, durante o reinado de Guilherme II. 

## Primeiros-ministros
Esta é a lista de primeiros-ministros do Luxemburgo deste o final da Primeira Guerra Mundial em 1918: 
| N.º | Primeiro-ministro | Primeiro-ministro   | Mandato                | Mandato                                    | Partido | Partido                | Monarca        |
| --- | ----------------- | ------------------- | ---------------------- | ------------------------------------------ | ------- | ---------------------- | -------------- |
| 13  |                   | Émile Reuter        | 28 de setembro de 1918 | 20 de março de 1925 (6 anos e 173 dias)    |         | Direita                | Maria Adelaide |
| 14  |                   | Pierre Prüm         | 20 de março de 1925    | 16 de julho de 1926 (1 ano e 118 dias)     |         | Nacional Independente  | Carlota        |
| 15  |                   | Joseph Bech         | 16 de julho de 1926    | 5 de novembro de 1937 (11 anos e 112 dias) |         | Direita                | Carlota        |
| 16  |                   | Pierre Dupong       | 5 de novembro de 1937  | 23 de dezembro de 1953 (16 anos e 48 dias) |         | Popular Social Cristão | Carlota        |
| 17  |                   | Joseph Bech         | 23 de dezembro de 1953 | 29 de março de 1958 (4 anos e 96 dias)     |         | Popular Social Cristão | Carlota        |
| 18  |                   | Pierre Frieden      | 29 de março de 1958    | 23 de fevereiro de 1959 (331 dias)         |         | Popular Social Cristão | Carlota        |
| 19  |                   | Pierre Werner       | 2 de março de 1959     | 15 de junho de 1974 (15 anos e 105 dias)   |         | Popular Social Cristão | Carlota        |
| 20  |                   | Gaston Thorn        | 15 de junho de 1974    | 16 de julho de 1979 (5 anos e 31 dias)     |         | Democrata              | João           |
| 21  |                   | Pierre Werner       | 16 de julho de 1979    | 20 de julho de 1984 (5 anos e 4 dias)      |         | Popular Social Cristão | João           |
| 22  |                   | Jacques Santer      | 20 de julho de 1984    | 26 de janeiro de 1995 (10 anos e 190 dias) |         | Popular Social Cristão | João           |
| 23  |                   | Jean-Claude Juncker | 26 de janeiro de 1995  | 4 de dezembro de 2013 (18 anos e 312 dias) |         | Popular Social Cristão | Henrique       |
| 24  |                   | Xavier Bettel       | 4 de dezembro de 2013  | 17 de novembro de 2023 (9 anos e 348 dias) |         | Democrata              | Henrique       |
| 25  |                   | Luc Frieden         | 17 de novembro de 2023 | Incumbente (1 ano e 139 dias)              |         | Popular Social Cristão | Henrique       |